# ワンストップビジネスセンター
株式会社ワンストップビジネスセンターは東京都港区に本社を置く事業者向けのバーチャルオフィス事業をメインとする会社。首都圏を中心に、日本国内に40店舗以上の店舗を持つ。

## 概要
2009年1月に創業者の土本真也がインテリアコーディネート事業を創業事業としてとして会社設立。2010年より新規事業として、バーチャルオフィスの「ワンストップビジネスセンター青山本店」を開設した。2011年からは東京都心部や大阪エリアを中心に店舗を増やした。2021年末には述べ利用社数が17,000社を超える。

## 沿革
- 2009年（平成21年）
  - 1月、インテリアコーディネート事業を創業事業として設立。
  - 3月、株式会社ナック（東証一部）の子会社の住宅メーカー、株式会社レオハウス（現在は株式会社ヤマダレオハウス。2020年5月より株式会社ヤマダデンキの子会社）のモデルハウスコーディネート事業の開始。年間20棟以上のモデルルームコーディネートを実施。
- 2010年（平成22年）
  - 8月、ワンストップビジネスセンター青山本店を東京都港区にオープン。バーチャルオフィス事業の開始。